# Zaischnopsis albomaculata
Zaischnopsis albomaculata är en stekelart som först beskrevs av William Harris Ashmead 1900.  Zaischnopsis albomaculata ingår i släktet Zaischnopsis och familjen hoppglanssteklar. Inga underarter finns listade i Catalogue of Life.